# 马村站
马村站是一个成昆线上的铁路车站，位于四川省夹江县马村乡，建于1965年，目前为四等站，邮政编码为614111。目前客运：办理旅客乘降；不办理行李、包裹托运；货运：仅办理专用线、专用铁道整车货物发到。

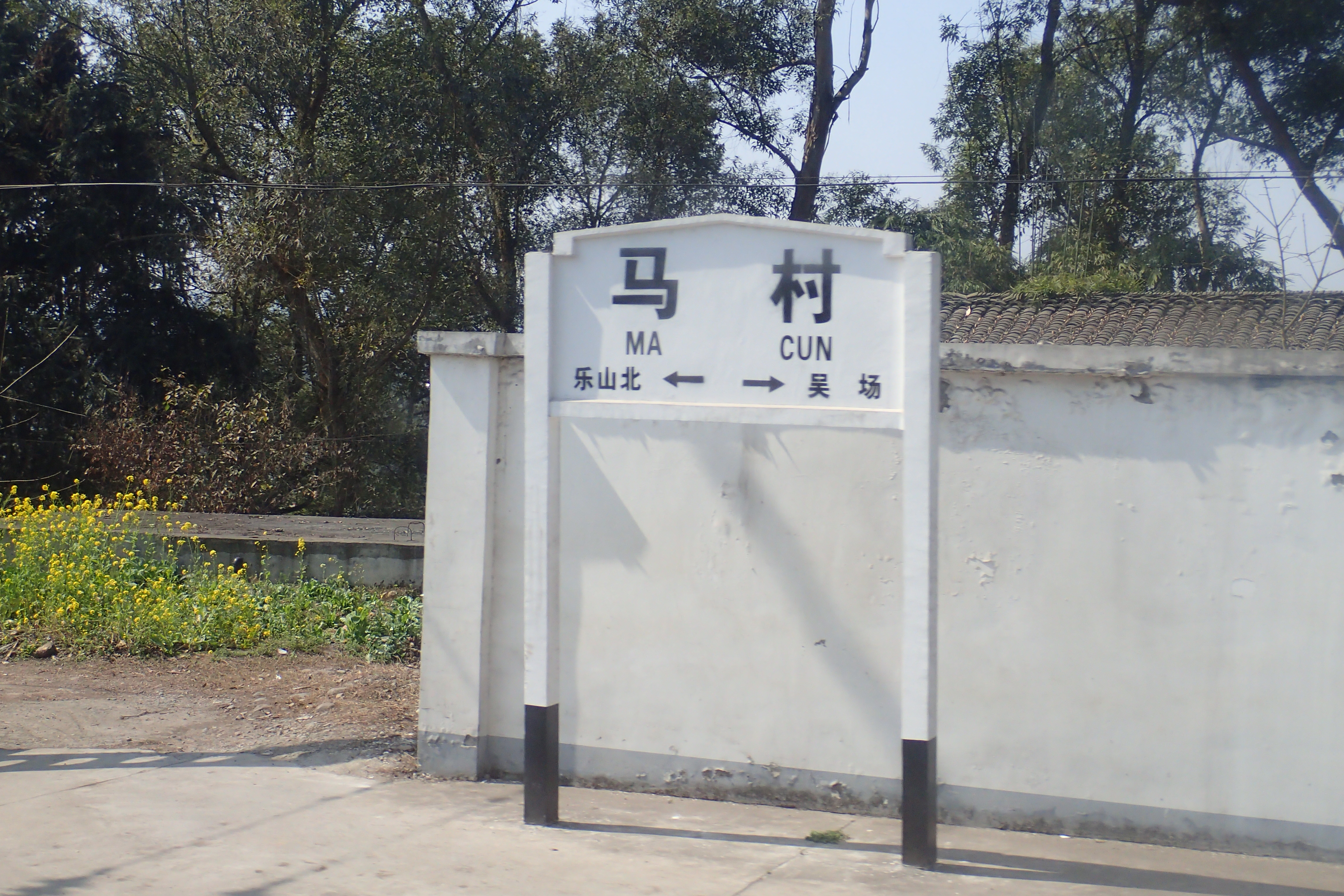
2017年，列车上抓拍的马村站站牌